# ماريو سيرجيو
ماريو سيرجيو (بالبرتغالية: Mário Sérgio Leal Nogueira‏) (28 يوليو 1981 في البرتغال - ) هو لاعب كرة قدم برتغالي في مركز الدفاع، شارك في الألعاب الأولمبية الصيفية 2004. وشارك مع منتخب البرتغال تحت 20 سنة لكرة القدم ومنتخب البرتغال تحت 21 سنة لكرة القدم ومنتخب البرتغال تحت 23 سنة لكرة القدم وPortugal national football B team ‏. أما مع النوادي، فقد لعب مع سبورتينغ لشبونة وفيتوريا دي غيماريش وميتالورغ دونيتسك ونادي أبويل ونادي باسوش دي فيريرا ونافال.

## وصلات خارجية
- ماريو سيرجيو على موقع الاتحاد الدولي (مؤرشف)  (الإنجليزية)
- ماريو سيرجيو على موقع اتحاد أوكرانيا (الإنجليزية)
- ماريو سيرجيو على موقع قاعدة بيانات كرة القدم.إي يو (الإنجليزية)
- ماريو سيرجيو على موقع Soccerway.com (الإنجليزية)
- ماريو سيرجيو على موقع أوليمبيديا (الإنجليزية)
- ماريو سيرجيو على موقع AS.com (الإسبانية)